# Konzil in der Hochschule
Das Konzil stellt auf Basis der Landeshochschulgesetze Sachsens, Thüringens, Berlins und Mecklenburg-Vorpommerns das höchste beschlussfassende Gremium der dortigen Hochschulen dar. Bedingt durch rechtlich unterschiedliche Regelungen unterscheiden sich seine Aufgaben und seine Zusammensetzung. Gemeinsam ist jedoch seine Funktion als Beratungsgremium für grundsätzliche Angelegenheiten und die Wahl der anderen höchsten Organe und Funktionsträger sowie als Schnittstelle zur Gesellschaft.
In anderen Bundesländern wird ein funktionsähnliches Gremium auch mit Großer Senat, Akademische Versammlung, Konvent oder Konsistorium bezeichnet. Das Konzil ist ein zentrales Kollegialorgan der Hochschulen.

## Einordnung
In der inneren Struktur der Hochschulen, der das Hochschulrahmengesetz (HRG) einen Aufbau aus den Mitgliedergruppen der Körperschaft vorschreibt, ist das Konzil die grundlegende Versammlung. Es soll für einen Interessenausgleich zwischen den Gruppen sorgen. Daneben stellt es eine Schnittstelle zwischen der Arbeit der Hochschulen und ihrer Aufgaben in der Gesellschaft dar. Auch wenn an den öffentlichen Sitzungen selten hochschulexterne Gäste teilnehmen, so kann mit ihrer Hilfe erhöhte Transparenz geschaffen werden und es wird die Ausrichtung der Hochschulen auf die Erfüllung einer öffentlichen Aufgabe betont.
Konzile haben in der Regel eine große Mitgliederzahl und treten oft nicht mehr als ein- bis zweimal pro Jahr zusammen. Wegen ihrer geringen Tagungshäufigkeit, den fehlenden aktuellen Bezügen und der
Relevanz der Themen sind die oft den anderen Mitgliedern der Hochschule wenig bekannt und gelten als Auswuchs des akademischen „Gremiendschungels“.
Konzile waren früher bundesrechtlich in §39 und §63 HRG vorgesehen, welche mittlerweile weggefallen sind.

## Aufbau und Aufgaben
Das Konzil besteht aus Vertretern der Mitgliedergruppen, wobei die Professoren und Dozenten meist mehr als 50 Prozent der Stimmen und Sitze erhalten. Typischerweise werden im Konzil die Grundordnung beschlossen, der Rektor, die Prorektoren und die Senatoren gewählt. Da der Rektor vom Konzil gewählt wird (alle vier Länder haben eine Rektoratsverfassung, auch wenn in Thüringen eine Präsidialverfassung möglich ist), ist dieses Gremium das einzige, dem der Rektor nicht Kraft Amtes vorsitzt und für das er keine Beschlüsse im Dringlichkeitsfall fassen kann. Da das Konzil den Rektor kontrollieren soll, empfiehlt sich seine Leitung durch diesen nicht (so auch Thieme).

### Sachsen
In Sachsen bestand bis Mitte 2009 das, öffentlich tagende, Konzil aus den Fakultätsräten sowie weiteren Konzilsmitgliedern, die direkt und nach Gruppen getrennt gewählt wurden. Außerdem gehörten ihm direkt gewählte Mitglieder der nicht den Fakultäten zugeordneten Mitarbeiter an. Die Gruppe der Hochschullehrer musste eine Mehrheit von mindestens einer Stimme haben.
Daher waren die Konzile sehr große Gremien mit teilweise mehr als 100 stimmberechtigten Mitgliedern, so zum Beispiel an der TU Bergakademie Freiberg, wo das Konzil aus 152 Personen bestand. Entsprechend schwer war es, beschlussfähige Sitzungen einzuberufen, vor allem, wenn die Grundordnung mit einer Zweidrittelmehrheit der Mitglieder beschlossen werden sollte.
Die einzelnen Gruppen wählten je einen Sitzungsvorstand, der abwechselnd die Sitzungen des Konzils leitete und nicht dem Senat angehören durfte. Der Rektor musste das Konzil mindestens einmal jährlich einberufen, in jedem Fall aber, wenn eine Mitgliedergruppe oder ein Drittel der Mitglieder des Konzils dies verlangte. Die Amtszeit der Mitglieder betrug drei, für Studierende ein Jahr.
Das Konzil beschloss die Grundordnung, wählte den Rektor, die Prorektoren, die Wahlsenatoren und beriet über Tätigkeits-, der Lehr- und Forschungs- sowie der Evaluierungsberichte. Außerdem nahm es zum Jahresbericht des Studentenwerkes und zum Tätigkeitsbericht der Gleichstellungsbeauftragten Stellung.
Das Konzil mit seinen zum Teil vielen Mitgliedern wurde in Sachsen mit dem neuen Hochschulgesetz Mitte 2009 abgeschafft. Die Aufgabe des Konzils wird nun durch den Senat, den neu geschaffenen Erweiterten Senat und dem ebenfalls neu eingeführten Hochschulrat wahrgenommen.

### Thüringen
In Thüringen legte §78 Thüringer Hochschulgesetzes als Aufgaben für das Konzil fest, dass es
- Empfehlungen für die die gesamte Hochschule betreffenden Angelegenheiten von grundsätzlicher Bedeutung gibt,
- die Grund- und die Wahlordnung mit Zweidrittelmehrheit beschließt,
- den Rektor oder Präsidenten und die Prorektoren oder Vizepräsidenten wählt, und
- den Jahresbericht des Rektors berät.

Außerdem war es an der Kanzlerwahl beteiligt. Die Konzile in Thüringen tagten öffentlich.
Es bestand aus Hochschullehrern, Studierenden, akademischen (und sonstigen) Mitarbeitern im Verhältnis 6:3:2(:1), an Fachhochschulen 5:3:2. Das Konzil wählte einen Vorsitzenden und aus den anderen Gruppen je einen Stellvertreter.
Durch eine Öffnungsklausel konnte die Grundordnung vorsehen, das Konzil mit dem Senat zu kombinieren oder auf Grundlage der Erprobungsklausel (§132c ThürHG) mit Genehmigung des Ministeriums andere Gremienstrukturen einrichten.
Auf Grundlage des Artikel 1, §115 Absatz 3 des Thüringer Gesetzes zur Änderung hochschulrechtlicher Vorschriften vom 21. Dezember 2006 (GVBl. S. 601) wurden die Konzile an den Thüringer Hochschulen mit Ablauf des 31. Dezember 2007 oder des 30. Juni 2008 aufgelöst.

### Berlin
Auch in Berlin beschäftigt sich das Konzil mit den grundlegenden Angelegenheiten der Hochschulen. Das BerlHG führt in §62 detailliert die Zusammensetzung der Konzile der verschiedenen Berliner Hochschulen aus. Das Konzil nach dem BerlHG
- wählt den Leiter der Hochschule sowie seine Vizepräsidenten bzw. Prorektoren,
- beschließt die Grundordnung und
- erörtert den jährlichen Rechenschaftsberichts des Leiters der Hochschule.

Es gibt ferner einen Vorstand, dem Vertreter aller Mitgliedergruppen angehören.

### Mecklenburg-Vorpommern
Das Landeshochschulgesetz legt in §80 folgende Aufgaben für das Konzil fest:
- Beratung über grundlegenden Angelegenheiten
- der Beschluss der Grund- und der Wahlordnung
- die Wahl der Mitglieder der Hochschulleitung und des Hochschulrates
- die Abwahl von Mitgliedern der Hochschulleitung auf Vorschlag des Senats

Das Konzil tagt hochschulöffentlich, wobei Ausnahmen auf Beschluss möglich sind. Es darf bis zu 66 Mitglieder umfassen und setzt sich aus den Gruppen im Verhältnis 2:2:1:1 zusammen. Hervorzuheben ist also die im Vergleich höhere Anzahl der Studierenden, die auch ihren Vertreter in die Hochschulleitung wählen können. Die Hochschulleitung besteht in Mecklenburg-Vorpommern aus dem Hochschulleiter, dem Kanzler, bis zu zwei weiteren Professoren und bis zu zwei weiteren Hochschulmitgliedern.
Die Amtszeit beträgt zwei Jahre, wobei eine zweimalige Wiederwahl möglich ist. Das Konzil wählt aus seiner Mitte einen Vorsitzenden.

## Kritik
Die Forderung der Hochschulgesetze, das Konzil zu über 50 Prozent aus Professoren zu besetzen, wird verschiedentlich, so von Andreas Keller, kritisiert. Der Wortlaut des Urteils des Bundesverfassungsgerichts von 1973 als auch das HRG erforderten dies nicht, da in diesen nur an solche Gremien die Anforderung der Professorendominanz gestellt werde, die unmittelbar Entscheidungen die Forschung und Lehre träfen. In der Fassung nach dem 3. HRGÄndG war zeitweise eine solche Vorschrift Teil des HRG, wurde jedoch dann durch die Freigabe an das Landesrecht mit dem 4. HRGÄndG wieder revidiert.
Verschiedentlich wird auch die Kompetenz der Konzile in Frage gestellt, da die Mitglieder selten in anderen Gremien und Funktionen sich einen ausreichenden Überblick über aktuelle Materien erarbeiten können. Daher werden oft die Vorlagen ohne tiefgreifende Diskussion, die den Auswirkungen entsprechen würden, abgestimmt. Das Konzil wird daher von Vertretern aller Gruppen als wenig relevant und vor allem als wenig bedeutsam in der Formulierung und Umsetzung der Interessen gesehen.
Diese Einschätzung könnte sich jedoch ändern, wenn zunehmend mehr Kompetenzen auf die Hochschulen übertragen werden oder wenn die strikte landesgesetzliche Regelungsdichte, die das Konzil als weiteres professorendominiertes Gremium vorsieht, abgebaut wird. Initiativen, die dessen Bedeutung für die Austragung gruppenpolitischer Auseinandersetzungen und Diskussionsprozesse steigern könnten, sind zum Beispiel das Berliner Wahlmodell.

## Perspektive
Im Sinne der allgemeinen Tendenz zur Schwächung akademischer Gremien zu Gunsten einer hierarchischen Struktur wird die Abschaffung des Konzil geplant. Ihre Funktion wird dann vom Senat, dem Erweiterten Senat oder auch von anderen (externen) Gremien wie den Hochschulräten oder einem Stiftungsrat übernommen.
Ansätze wie die paritätische Zusammensetzung, die dem Leitbild einer Universität aus Lehrenden und Lernenden verhaftet sind, werden dadurch konterkariert. Außerdem bedingt der Übergang an andere Gremien zumeist auch eine Verlagerung in Gremien mit stärkerer professoraler Mehrheit.
Entgegen diesem Trend wird aber im Rahmen der Planungen zu neuen Hochschulgesetzen über das Erfordernis einer doppelt qualifizierte Mehrheit oder ein Übergang auf ein Materienstimmsystem an Stelle des festen Gremienstimmsystems diskutiert. Dies könnte der Tendenz des Zurückdrängens studentischen Einflusses und ihrer mitgliedschaftlichen Rechte an der Hochschule relativieren. In Sachsen, Brandenburg und Sachsen-Anhalt wurden die Konzile bereits aufgelöst.
Die Streichung der organisationsrechtlichen Regelungen aus dem HRG, wie sie im Koalitionsvertrag geplant wurden, stellt mit dem System der Gruppenuniversität auch das Prinzip der Kollegialgremien in Frage. Dies trifft mit der Tendenz zusammen, in Hochschulen Leitungsprinzipien anzuwenden, die Unternehmen entsprechen. Konzile als Ausdruck der Hochschulautonomie werden unter diesen Voraussetzungen und entsprechend bekannt gewordener Absichten auch in Thüringen im Hochschulgesetz nicht mehr zu finden sein. Ein entsprechender Gesetzesentwurf war im Dezember 2005 veröffentlicht worden. Das Bekanntwerden dieser Pläne hat energischen Widerstand der betreffenden Studierendenvertretungen ausgelöst. In gleicher Weise das Verschwinden der Konzile fördernd, könnten sich auch Veränderungen der Rechtsnatur der Hochschulen auswirken, wenn sie als Anstalten oder Stiftungen eingerichtet werden.